# Prison Ullersmo
Ullersmo fengsel
La prison Ullersmo (norvégien : Ullersmo fengsel) est une prison norvégienne située dans le village d'Hølen dans la municipalité d'Ullensaker dans la comté d'Akershus. Elle fut ouverte en 1970. Elle est utilisée pour des prisonniers à long terme provenant de toute la Norvège. Elle a de l'espace pour 205 occupants. Elle contient une infirmerie, des ateliers pour la mécanique et pour la charpenterie ainsi qu'une école.

## Annexe